# Dellen
Les lacs Dellen sont un ensemble de lacs près de Delsbo, au centre de la province suédoise de Hälsingland. 

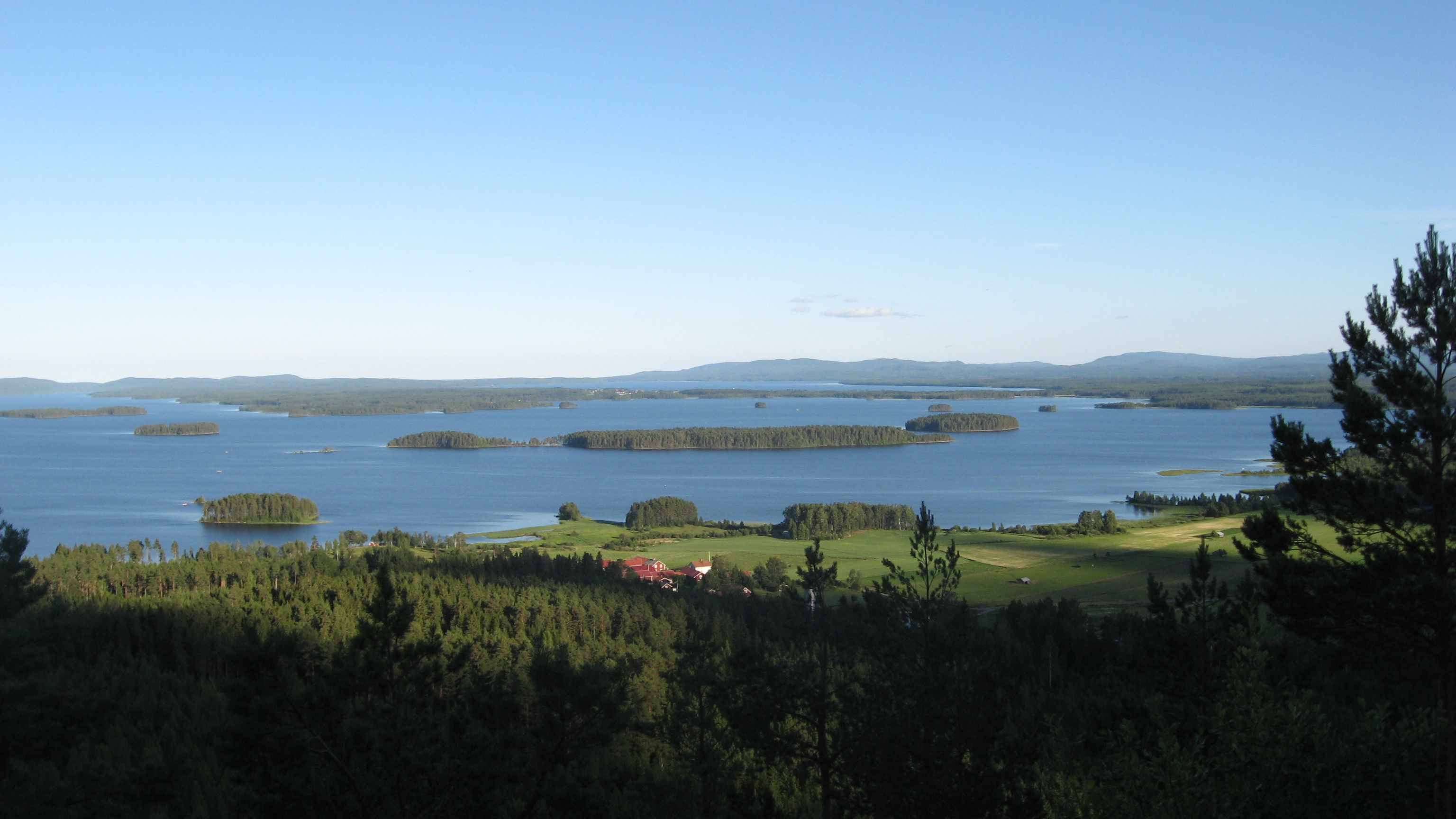
Panorama sur le lac Dellen

## Géographie
L'ensemble comprend le Norrdellen (ou Norra Dellen) (81 km²) et le Sördellen (ou Södra Dellen) (50 km²). L'eau s'écoule depuis le Norrdellen vers le Sördellen par un très court chenal naturel, le Norrboån. Certains considèrent de fait l'ensemble comme un seul lac.
La forme arrondie de l'ensemble se loge dans un cratère d'impact d'un diamètre d'environ 19 kilomètres, formé lors de la collision d'une météorite avec la terre, il y a 90 à 110 millions d'années.
La Dellenite, roche présente dans la région, en tire son nom, ainsi que l'astéroïde (7704) Dellen.